# فريتس فيليبس
فريتس فيليبس (بالهولندية: Frits Philips)‏ هو رائد أعمال ومهندس هولندي، ولد في 16 أبريل 1905 في آيندهوفن في هولندا، وتوفي بنفس المكان في 5 ديسمبر 2005.